# خوک ریشدار پالاوان
خوک ریشدار پالاوان (نام علمی: Sus ahoenobarbus) نام یک گونه از سرده خوک است.